# بيبي دانيلز
فيليس فرجينيا «بيبي» دانيلز (بالإنجليزية: Bebe Daniels)‏ (14 يناير 1901 - 16 مارس 1971) ممثلة ومغنية وراقصة وكاتبة ومنتجة أمريكية.

## الحياة الشخصية
تزوج دانيلز من الممثل بين ليون في يونيو 1930. وأصبح لديهم طفلين: ابنتهم باربرا في عام 1932 وابنهم بالتبني ريتشارد (ولد براين مور في عام 1935) ، والذي تبناه من دار أيتام في لندن.

## روابط خارجية
- بيبي دانيلز على موقع IMDb (الإنجليزية)
- بيبي دانيلز على موقع روتن توميتوز (الإنجليزية)
- بيبي دانيلز على موقع ألو سيني (الفرنسية)
- بيبي دانيلز على موقع ميوزك برينز (الإنجليزية)
- بيبي دانيلز على موقع تيرنر كلاسيك موفيز (الإنجليزية)
- بيبي دانيلز على موقع أول موفي (الإنجليزية)
- بيبي دانيلز على موقع قاعدة بيانات الأفلام السويدية (السويدية)
- بيبي دانيلز على موقع إن إن دي بي (الإنجليزية)
- بيبي دانيلز على موقع أول ميوزيك (الإنجليزية)
- بيبي دانيلز على موقع ديسكوغز (الإنجليزية)
- Good Little Bad Girl: Bebe Daniels
- Photographs and bibliography
- Bebe Daniels' maternal grandmother's family